# College of William and Mary
College of William and Mary, conegut com a William & Mary, The College, o W&M, és una universitat pública situada a Williamsburg (Virgínia), Estats Units. És la segona universitat més antiga dels Estats Units, tan sols per darrere de la Universitat Harvard. És una de les vuit institucions originals conegudes com a Public Ivy. Deu el seu nom als reis d'Anglaterra William i Mary, sota que la seva corregència es va fundar la institució en la colònia britànica de Virgínia.
A William & Mary hi van estudiar els presidents Thomas Jefferson, James Monroe i John Tyler, entre altres figures clau en el desenvolupament de la nació, com el president de la Cort Suprema dels Estats Units, John Marshall, el President de la Cambra de Representants Henry Clay, el President del Tribunal Suprem dels Estats Units John Marshall, i 16 signants de la Declaració d'Independència dels Estats Units.
William & Mary també és coneguda en l'àmbit de l'educació superior per la fundació de la societat acadèmica de l'honor Phi Beta Kappa.

## Història

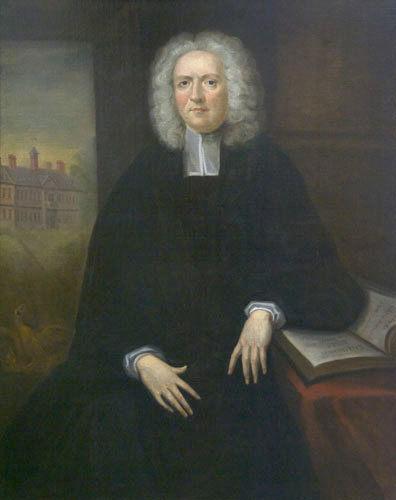
James Blair, fundador de William & Mary.

William & Mary va ser fundada el 8 de febrer de 1693 per un Decret Reial emès pel rei Guillem III i la reina Maria II d'Anglaterra, els qui donen nom a la universitat.
Es va fundar com una institució anglicana. Els seus dirigents eren obligatòriament membres de l'Església d'Anglaterra, i els seus professors havien d'adherir-se als trenta-nou articles.
- New College (actual Universitat Harvard)
- Collegiate School (actual Universitat Yale)
- College of New Jersey (actual Universitat de Princeton)
- King's College (actual Universitat de Colúmbia)
- College of Philadelphia (actual Universitat de Pennsilvània)
- College of Rhode Island (actual Universitat Brown)
- Queen's College (actual Universitat Rutgers)
- Dartmouth College

## Esports
William & Mary competeix en la Colonial Athletic Association de la Divisió I de la NCAA.